# Volkswagen Caminhões e Ônibus
 (juillet 2022).
La mise en forme du texte ne suit pas les recommandations de Wikipédia : il faut le « wikifier ».
Les points d'amélioration suivants sont les cas les plus fréquents. Le détail des points à revoir est peut-être précisé sur la page de discussion.
- Les titres sont pré-formatés par le logiciel. Ils ne sont ni en capitales, ni en gras.
- Le texte ne doit pas être écrit en capitales (les noms de famille non plus), ni en gras, ni en italique, ni en « petit »…
- Le gras n'est utilisé que pour surligner le titre de l'article dans l'introduction, une seule fois.
- L'italique est rarement utilisé : mots en langue étrangère, titres d'œuvres, noms de bateaux, etc.
- Les citations ne sont pas en italique mais en corps de texte normal. Elles sont entourées par des guillemets français : « et ».
- Les listes à puces sont à éviter, des paragraphes rédigés étant largement préférés. Les tableaux sont à réserver à la présentation de données structurées (résultats, etc.).
- Les appels de note de bas de page (petits chiffres en exposant, introduits par l'outil «  Source ») sont à placer entre la fin de phrase et le point final[comme ça].
- Les liens internes (vers d'autres articles de Wikipédia) sont à choisir avec parcimonie. Créez des liens vers des articles approfondissant le sujet. Les termes génériques sans rapport avec le sujet sont à éviter, ainsi que les répétitions de liens vers un même terme.
- Les liens externes sont à placer uniquement dans une section « Liens externes », à la fin de l'article. Ces liens sont à choisir avec parcimonie suivant les règles définies. Si un lien sert de source à l'article, son insertion dans le texte est à faire par les notes de bas de page.
- La présentation des références doit suivre les conventions bibliographiques. Il est recommandé d'utiliser les modèles {{Ouvrage}}, {{Chapitre}}, {{Article}}, {{Lien web}} et/ou {{Bibliographie}}. Le mode d'édition visuel peut mettre en forme automatiquement les références.
- Insérer une infobox (cadre d'informations à droite) n'est pas obligatoire pour parachever la mise en page.

Pour une aide détaillée, merci de consulter Aide:Wikification.
Si vous pensez que ces points ont été résolus, vous pouvez retirer ce bandeau et améliorer la mise en forme d'un autre article.
 (mai 2022).
Volkswagen Truck & Bus Indústria e Comércio de Veículos Ltda, également connu comme Volkswagen Caminhões e Ônibus, est un constructeur brésilien de camions et de châssis d'autobus basé à Resende, dans l'État de Rio de Janeiro. C'est la filiale brésilienne de Traton (en), groupe qui contrôle le secteur véhicules industriels de Volkswagen AG. La société a été fondée en 1980[réf. nécessaire], après que Volkswagen do Brasil ait racheté Chrysler Motors do Brasil.

## Histoire
La société faisait partie, à l'origine, de la division Volkswagen Véhicules Utilitaires du groupe Volkswagen AG. Le 1er janvier 2009, elle a été vendue à MAN SE qui a fondé MAN Latin America. En août 2021, MAN SE a été incorporé dans le groupe Traton qui est devenu le propriétaire direct de Volkswagen Caminhões e Ônibus.

### Origine de la société
La société d'origine était Simca do Brasil, la filiale brésilienne de Fiat-Simca, fondée le 5 mai 1958 à Belo Horizonte, État de Minas Gerais qui a fait édifier une usine à São Bernardo do Campo à São Paulo pour y fabriquer des Simca Chambord. Après avoir racheté la participation de Ford (15 %) dans Simca France en 1963, en 1966, Chrysler Corporation rachète d'abord 92 % de Simca do Brasil et un an plus tard la totalité. Chrysler do Brasil est alors créée et continue la production des modèles Simca Chambord et Esplanada, vite remplacés par la Dodge Dart 4e génération dès juillet 1969. À partir de 1969, Chrysler va débuter également la fabrication de camions Dodge. Chrysler do Brasil a fabriqué trois modèles de camions Dodge à partir de 1969 : les lourds D.900 & P.900, les moyens D.700 & P.700 et le léger D.400 et l'utilitaire D.100.
En 1975, Volkswagen AG acquiert une petite participation dans Chrysler Motors do Brasil Ltda. et, en 1979, Chrysler Corporation, en proie à de sérieuses difficultés financières aux États-Unis, décide de se retirer du pays et cède 67 % de Chrysler Motors do Brasil Ltda à Volkswagen do Brasil qui rachètera le solde un an plus tard. La société est renommée Volkswagen Caminhões Ltda.
Les premiers camions Volkswagen Caminhões Ltda. sont produits en février/mars 1981, les modèles Volkswagen 11 130 et 13 130 qui utilisaient tous deux une version retravaillée de la vieille cabine Mk1 du Volkswagen LTI, étaient propulsés par des moteurs diesel MWM Motores Diesel Ltda (MWM) sur des châssis conçus par Chrysler et hérités lors de la prise de contrôle de la société.

### La période AutoLatina
En 1987, Volkswagen AG et Ford Motors Comapany décident de créer une coentreprise en Amérique Latine et signent un accord pour unir leurs filiales dans les deux principaux pays du Mercosur, dans AutoLatina, qui serait la fusion en une seule entité des usines et services des deux sociétés en Argentine et au Brésil. Le but final était de partager les coûts de fabrication en créant des modèles avec des bases communes afin de tirer parti des atouts de chacun.
De 1987 à 1996, les véhicules utilitaires Volkswagen Caminhões e Ônibus et les camions Ford do Brasil ont été construits côte à côte dans l'usine d'Ipiranga de Ford, au Brésil, avec des composants et des plates-formes partagées. L'usine Volkswagen de São Bernardo do Campo - São Paulo fut transformée pour ne produire que des automobiles.
Les deux entreprises se sont toujours méfiées l'une de l'autre, étant concurrentes ailleurs dans le monde. La rupture a été consommée fin 1994 mais ne sera effective que le 1er janvier 1996, date à laquelle la société AutoLatina est dissoute, chaque constructeur redevenant indépendant, le mariage avait échoué. Le groupe Volkswagen n'avait plus d'usine pour produire des camions ni leurs pièces détachées, de sorte qu'il lui fallut construire à la hâte l'usine de Resende en 1995.
En novembre 1996, l'usine principale actuelle de Resende - (RJ), est inaugurée. Elle se situe à environ 150 km de la capitale Rio de Janeiro et 250 km de São Paulo. En 2000, Volkswagen Caminhões e Ônibus est intégrée dans Volkswagen Commercial Vehicles do Brasil Ltda.

### La période MAN Latin America
En décembre 2008, Volkswagen AG, qui détient déjà 30% de MAN SE, vend sa filiale brésilienne Volkswagen Commercial Vehicles do Brasil à MAN SE pour 1,175 milliard d'euros. La société, qui avait débuté la production de camions en 1996, devient MAN Latin America Ltda. commercialisant la majorité de ses camions lourds et bus sous Volkswagen Caminhões e Ônibus, aux côtés des produits MAN Truck & Bus. En 2008, l'usine de Resende - (RJ) employait 6 000 personnes. Les principaux marchés de vente sont le Brésil, l'Argentine, le Mexique, les autres pays d'Amérique du Sud et d'Amérique centrale, ainsi que l'Afrique et le Moyen-Orient.
En 2011, alors que Volkswagen AG ne dispose que d'une faible majorité du capital de MAN SE, elle assume la direction opérationnelle de la société. En 2012, 5 ans après l'Europe, MAN L.A. lance le camion lourd MAN TGX en 3 versions : TGX 28.440 (6x2), le TGX 29.440 (6x4) et le TGX 33.440 (6x4), tous équipés d'un moteur 12 litres MAN D26 développant 440 chevaux et d'une boîte de vitesses ZF. L'assemblage est réalisé à l'aide de kits CKD importés d'Allemagne.

### Les camions MAN deviennent Volkswagen au Brésil
En 2020, la direction du groupe Volkswagen décide que tous les camions commercialisés au Brésil porteront le logo VW. La nouvelle société Volkswagen Caminhões e Ônibus (VWCO) confirme que le remplaçant du MAN TGX, le seul arborant encore le logo MAN, sera la nouvelle version du Volkswagen Constellation, lancé en 2005. L'assemblage du camion MAN TGX est arrêté en fin d'année 2021 et la marque MAN disparaît du marché brésilien,.
Le MAN GTX va être assemblé jusqu'en 2021. En raison de son coût de fabrication très élevé, Volkswagen Caminhões e Ônibus (VWCO) décide d'en arrêter la production. Par la même occasion, Volkswagen Caminhões e Ônibus retire MAN des marchés d'Amérique Latine mais assurera le service après vente des pièces détachées. Les remplaçants du MAN TGX seront le Volkswagen Constellation et le Meteor.
Le 1er septembre 2021, les sociétés MAN Truck & Bus, Neoplan, Scania, Fabryka Samochodów Ciężarowych „Star”, Volkswagen Caminhões e Ônibus et Navistar, dépendant du groupe Volkswagen AG, sont regroupées dans la holding Traton (en) Group, basée à Munich.
Le 18 mai 2022, Volkswagen Caminhões e Ônibus annonce qu'il va changer le nom de sa société en Volkswagen Truck and Bus, une des anciennes appellations de sa maison mère.

### Histogramme de la société
(juillet 2022).
- 1958 : Création de Simca do Brasil,
- 1966 : Chrysler International acquiert 92% de Simca do Brasil,
- 1967 : Simca do Brasil devient Chrysler do Brasil,
- 1969 : Production du premier camion Dodge,
- 1971 : Chrysler do Brasil est renommé Chrysler Motors do Brasil Ltda., filiale de Chrysler Corporation USA,
- 1979 : Chrysler Co USA vend 67% de Chrysler do Brasil Ltda à Volkswagen AG,
- 1980 : Volkswagen AG acquiert le solde de Chrysler Motors do Brasil Ltda.,
- 1981 : La société est renommée Volkswagen Caminhões Ltda. Lancement du Volkswagen E.13, le premier camion fonctionnant à l'alcool. Lancement de la génération de camions VW 11.130 et 13.130,
- 1982 : Lancement des camions Volkswagen 6 tonnes,
- 1984 : Intégration de Volkswagen Caminhões Ltda. dans Volkswagen do Brasil S/A et la société est renommée Volkswagen do Brasil SA. Lancement du VW 140, le premier camion propulsé au méthane/biogaz dans le pays,
- 1985 : Volkswagen do Brasil exporte le camion VW 11.130 en Chine,
- 1987 : Formation d'AutoLatina, coentreprise entre Volkswagen et Ford en Argentine et au Brésil,
- 1990 : Transfert de l'usine de camions VW au complexe industriel Ford d'Ipiranga,
- 1993 : Lancement des premiers châssis pour autobus 16.180 CO sous la marque Volksbus,
- 1994 : 100 000 camions produits
- 1995 : Début des exportations du camion VW L-80 vers l'Allemagne. Après la fin d'AutoLatina, choix du site de Resende (RJ) pour la construction de la nouvelle usine de camions,
- 1996 : Inauguration de l'usine de Resende le 1er novembre,
- 1997 : Lancement des camions VW 8.100, 12.140 T, 12.170 BT, 14.170 BT, 16.200 et 16.300 et du châssis pour autobus Volksbus 16.210 CO Euro II. 5.000ème véhicule fabriqué à Resende,
- 1998 : Lancement de la gamme camions sur le marché argentin et du VW 16.200 au Chili,
- 1999 : Lancement du camion Transformer, du camion VW 8.140 Longo et du VW 40.300,
- 2000 : Volkswagen Caminhões e Ônibus intègre Volkswagen Commercial Vehicles (VWN). Lancement de la série 2000,
- 2001 : Lancement du châssis VW 17.240 OT, premier autobus à moteur arrière de la marque,
- 2002 : Production du 100.000 ème véhicule à Resende. Lancement du VW 18.310 Titan Tractor
- 2003 : Reprise des ventes de camions et d'autobus en Argentine,
- 2004 : Lancement du châssis pour autobus VW 18.310 OT
- 2005 : VW fête la production du 300.000 ème véhicule en 24 ans. Lancement de la nouvelle gamme de camions : Constellation, Delivery et Worker,
- 2007 : Lancement de la gamme Volksbus 2007 : VW 15.190 EOD et VW 17.230 EOD, des camions VW 31.320 6X4, Constellation 370, VW 19.370, VW 25.370 et VW 31.370,
- 2008 : Volkswagen Caminhões e Ônibus fête un record de production de l'usine de Resende (RJ) avec 47.224 véhicules en 2007. Lancement en avril du Constellation VW 25.320 6X2. Volkswagen vend sa filiale Caminhões e Ônibus à MAN do Brasil,
- 2013 : MAN lance son camion lourd TGX qui sera assemblé dans l'usine de Resende,
- 2017 : Lancement des camions Delivery Express et Delivery II,
- 2020 : La marque MAN disparaît du marché brésilien, remplacée par Volkswagen Caminhões e Ônibus (VWCO). Lancement du Meteor, version moins puissante que le Constellation, destinée à remplacer le MAN TGX, dont il reprend l'esthétique. Lancement du e-Delivery,
- 2021 : Création de la holding Traton Group qui regroupe toutes les filiales de Volkswagen Commercial Vehicles. Fin de l'assemblage du MAN TGW,
- 2022 : Volkswagen équipe le Delivery Express d'un moteur IVECO F1C[9].

## Modèles

### Modèles actuels fabriqués au Brésil
- Camions
  - Delivery Express - version utilitaire du Delivery (3,5 tonnes) lancée en 2017,
  - Delivery II - camion léger (3,5-13 tonnes) lancé en 2017[10],
  - e-Delivery - version électrique du Delivery (11-14 tonnes) lancée en 2020[11],
  - Worker - camion moyen tonnage 8-30 tonnes, lancé en 2005, mélange de G90 et Volkswagen L80 actualisés.
  - Meteor - camion lourd 13-44 tonnes, version allégée du MAN TGW sous logo VW, lancé en automne 2020[12],
  - Constellation - camion couvran,t la gamme moyen tonnage et lourd (13-57 tonnes), fabriqué depuis 2005 en versions 4x2, 6x2, 6x4 et 8x2. Commercialisé dans 20 pays d'Amérique latine et d'Afrique.
- Autobus
  - Volkswagen Volksbus gamme de châssis pour autobus et autocars.

### Anciens modèles fabriqués au Brésil
- LT (1987-1996) - utilitaire (3,5 tonnes)
- L80 (1995-2000) - camion léger (7-10 tonnes), successeur du G90,
- MAN-VW G90 (1993-1996)
- 13.130 - camion moyen tonnage (10-13 tonnes) lancé en 1981, remplacé par le Delivery I,
- Delivery I (2005-2019) - camion léger 3,5-13 tonnes[13], variante actualisée du L80,
- MAN TGX (2012-2021) - Le MAN TGX européen est fabriqué depuis 2005. Ce modèle était assemblé et non fabriqué au Brésil.

### Galerie de modèles

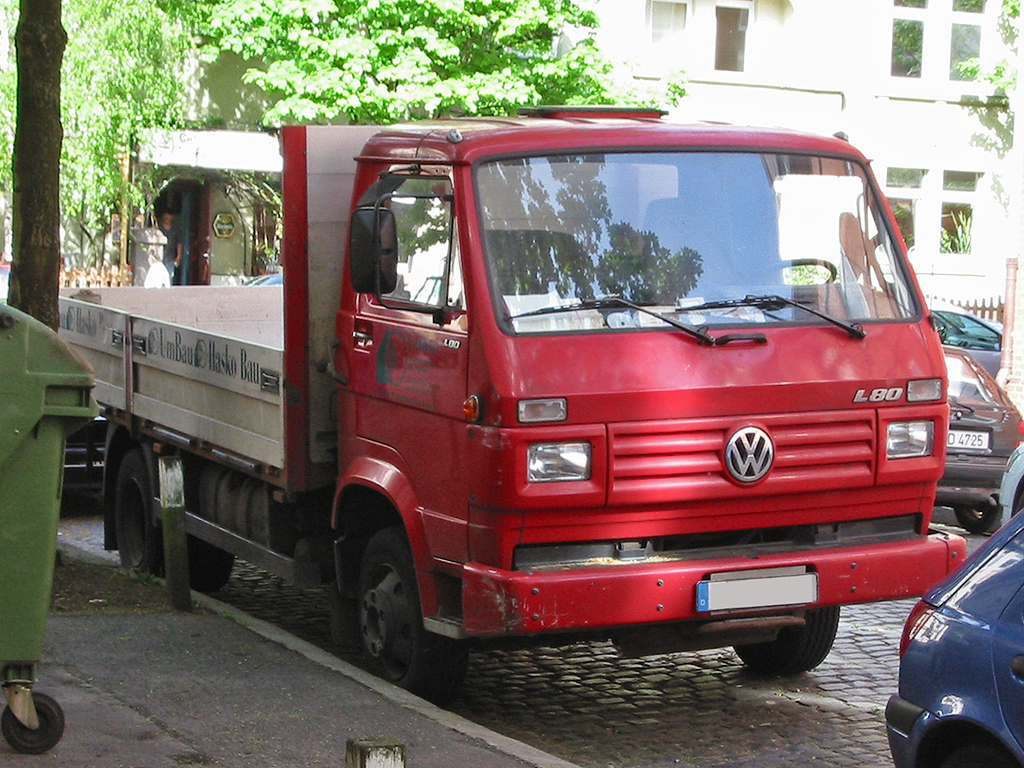
Volkswagen L80 1995—2000
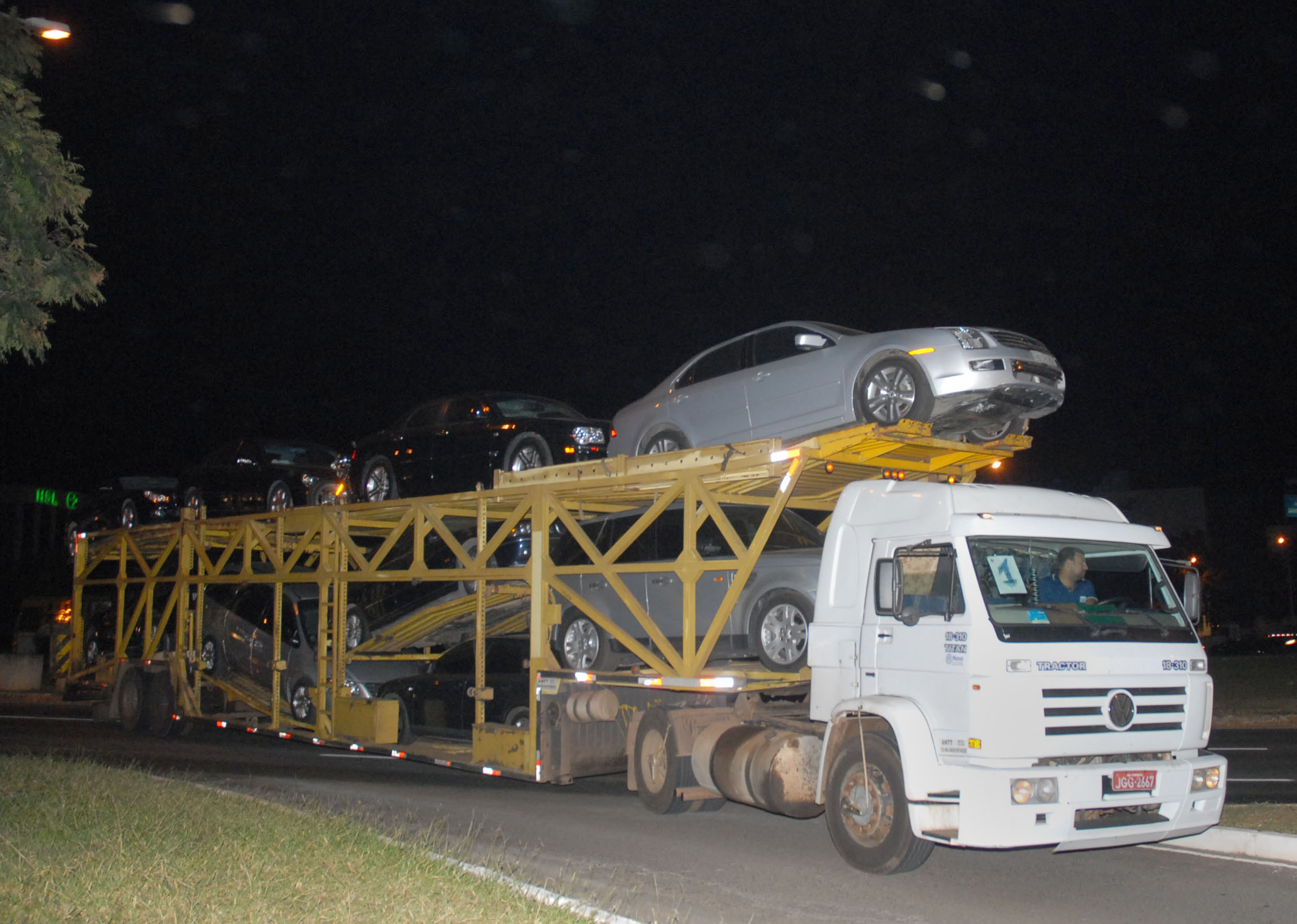
Volkswagen 18.310 Titan Tracteur 2001—2005
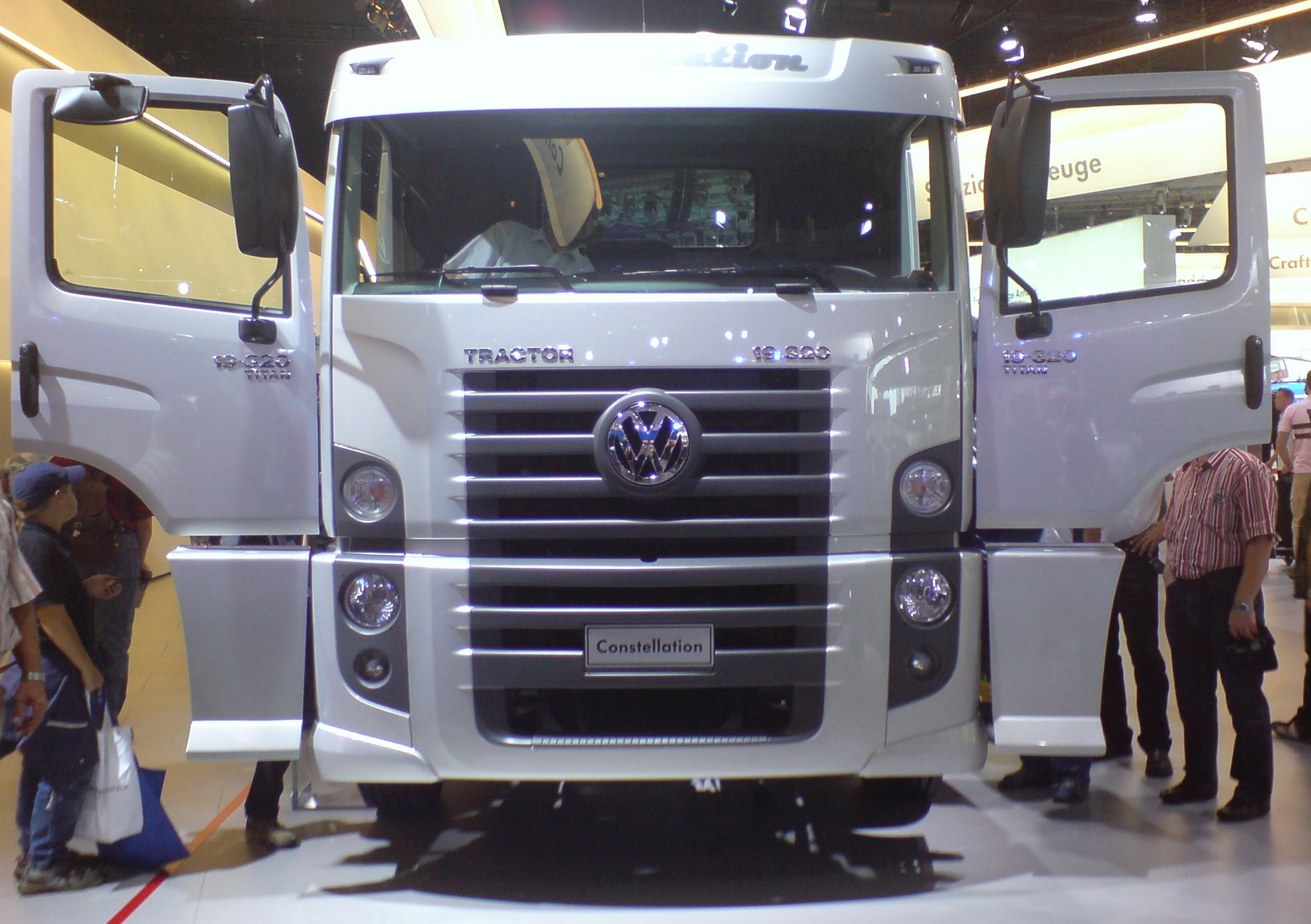
Volkswagen Constellation 19.320 Titan Tracteur
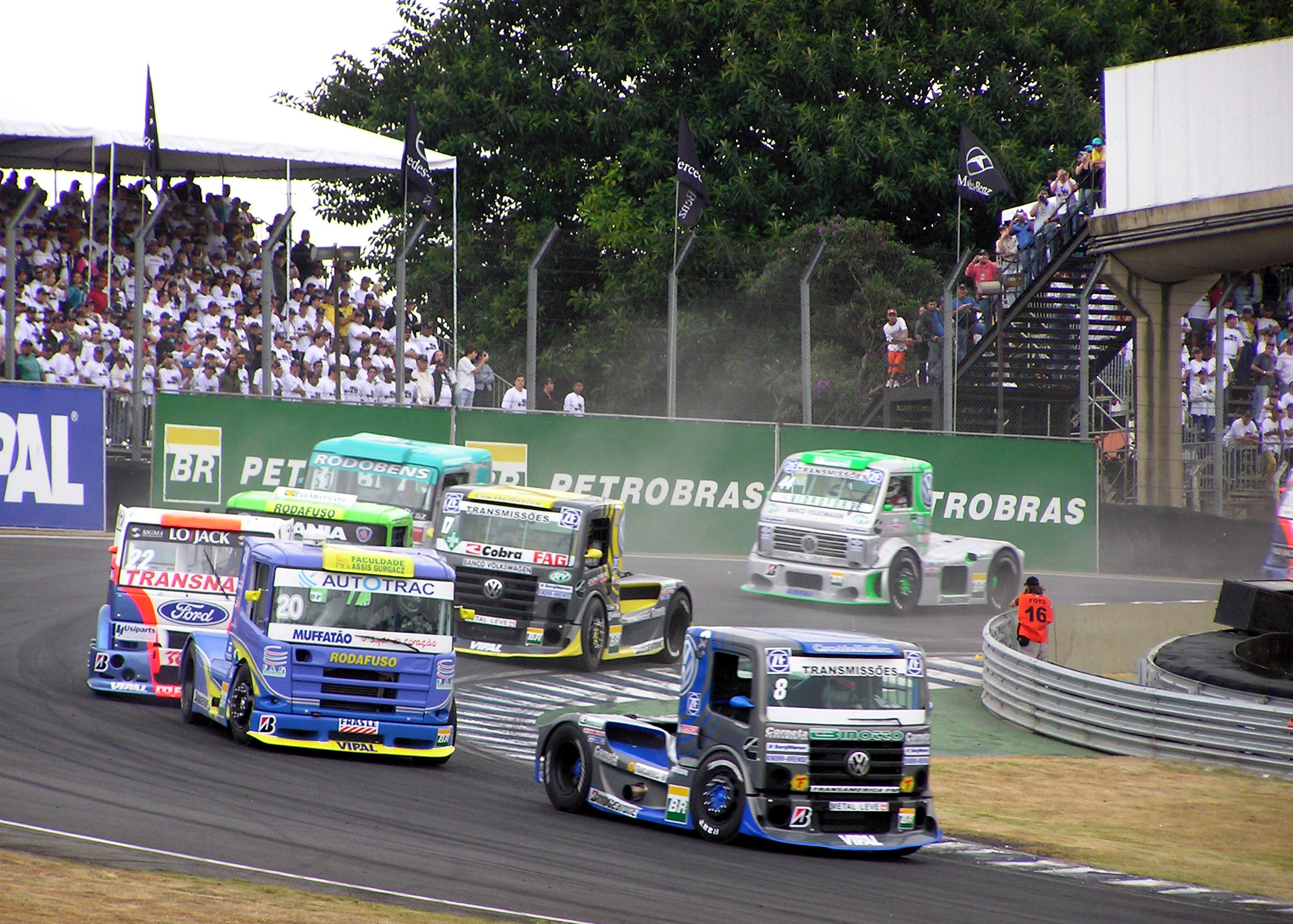
Constellation, Brazilian Fórmula Truck, à Interlagos en 2006
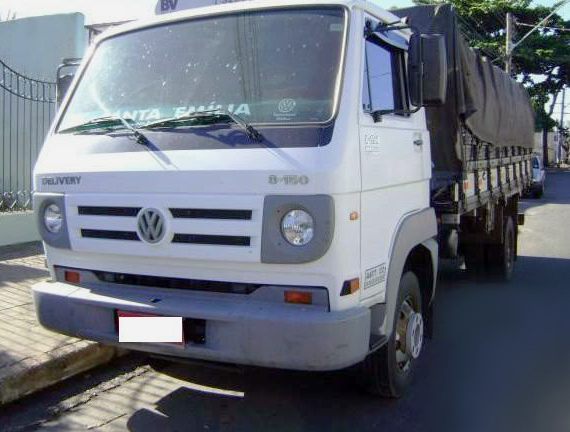
Volkswagen Delivery 8.150
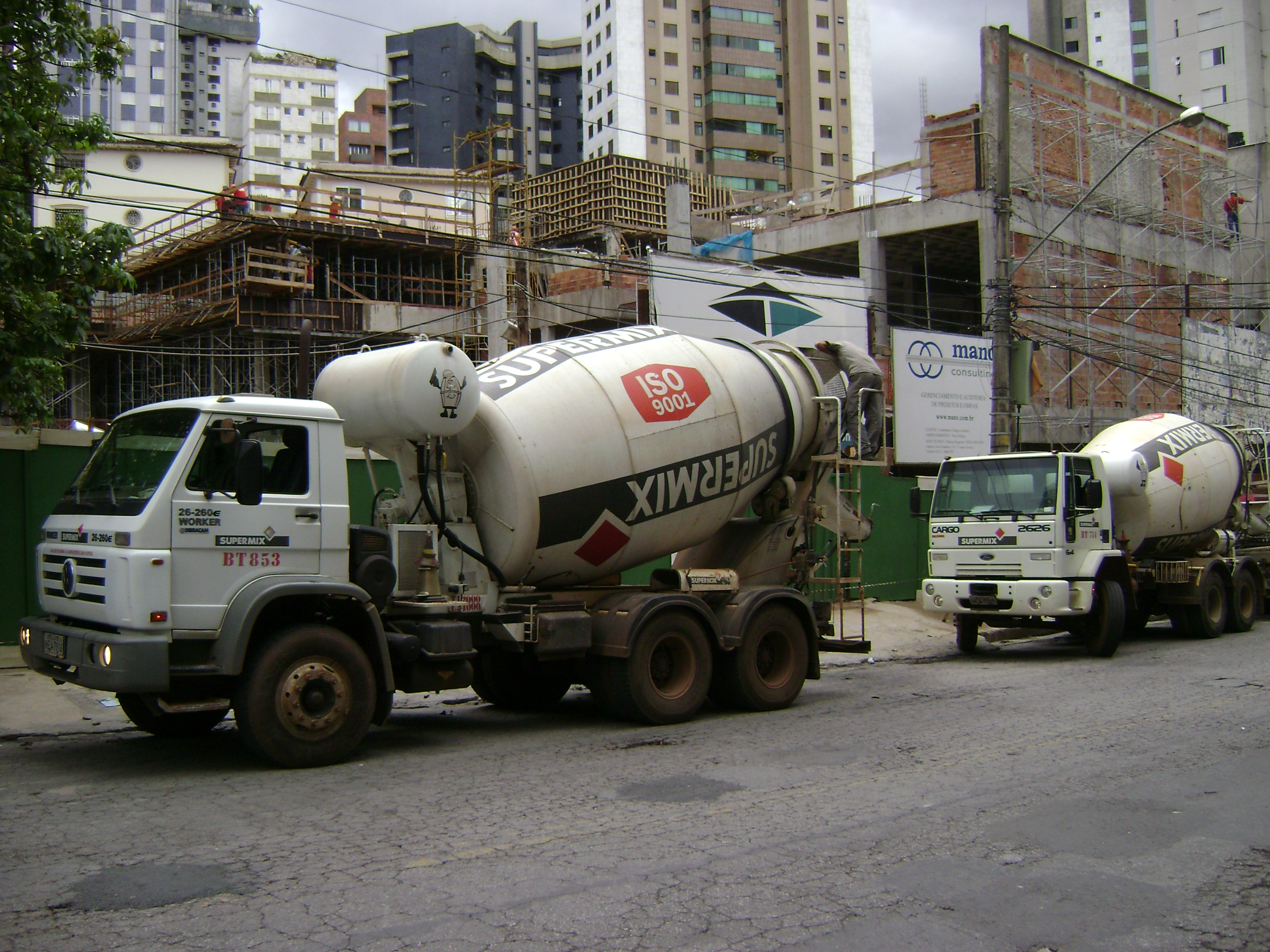
Volkswagen Worker 26-260E (6x4)
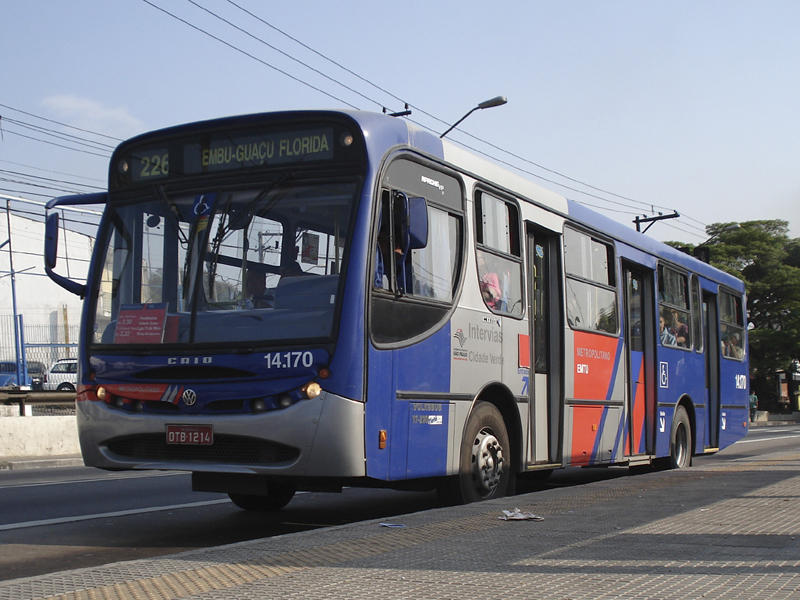
Volksbus 17.260 EOT (2005 à aujourd'hui)
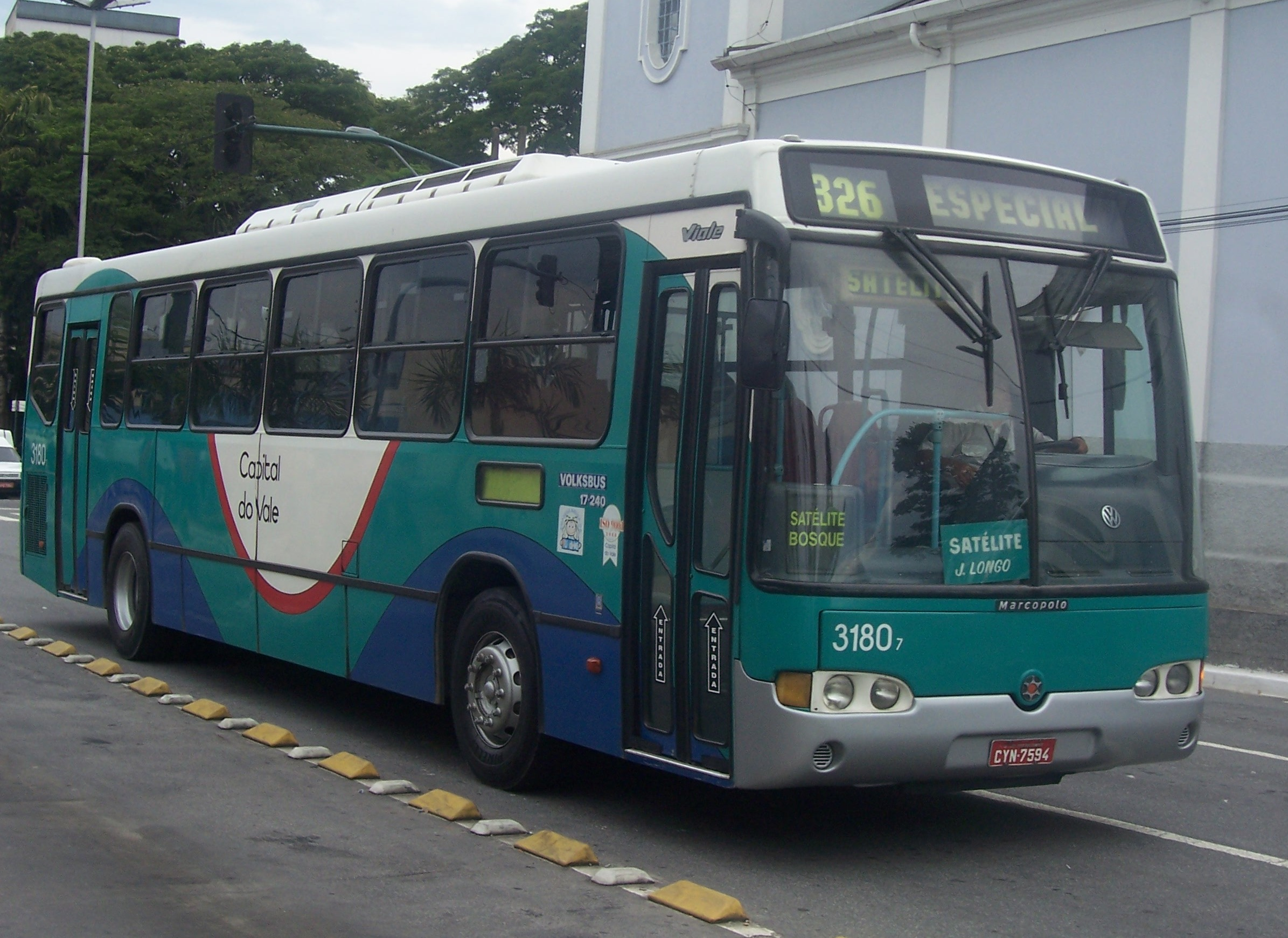
Volksbus 17.240 avec une carrosserie  Marcopolo
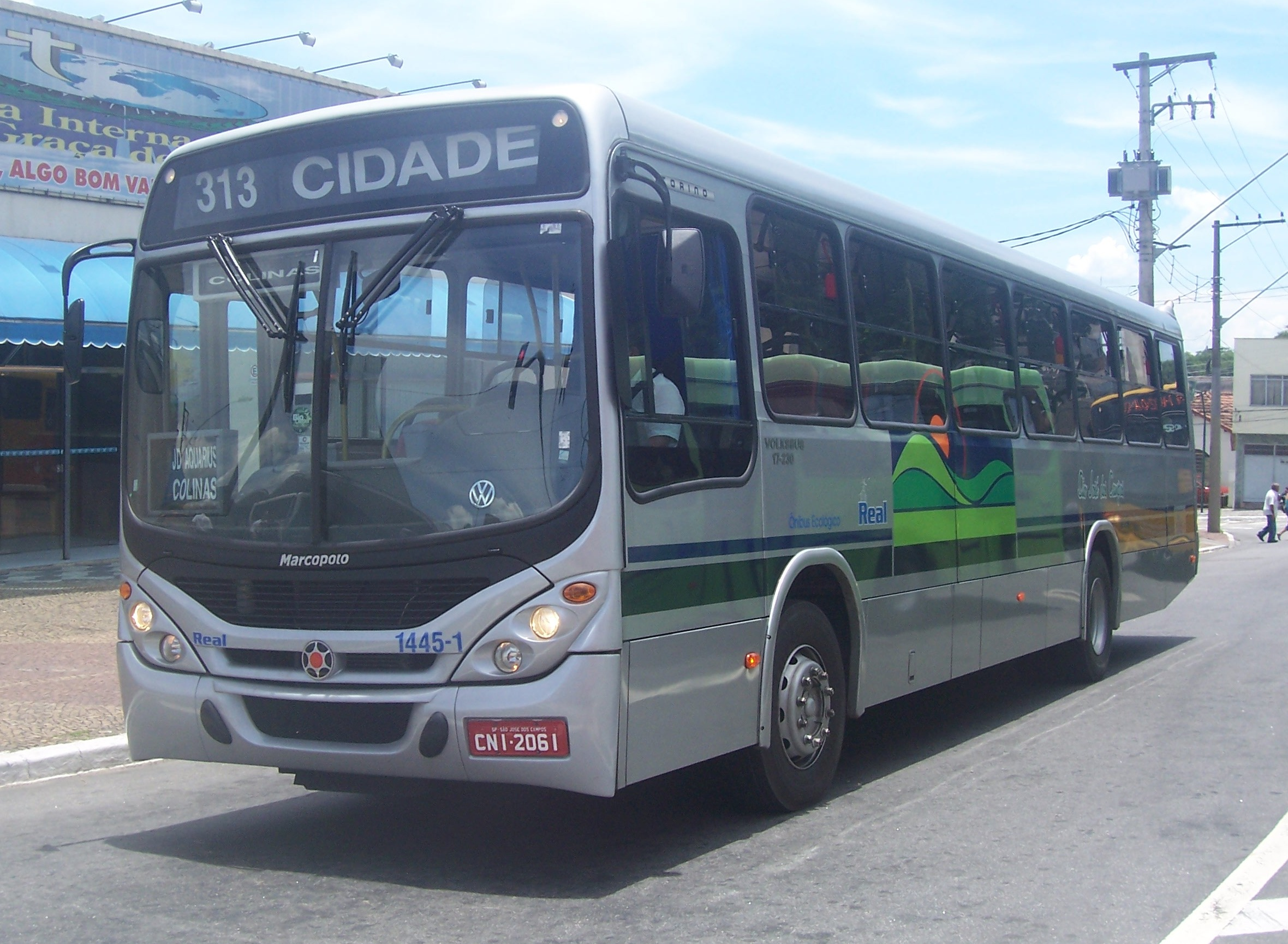
Volksbus 17.230 EOD avec une carrosserie Marcopolo
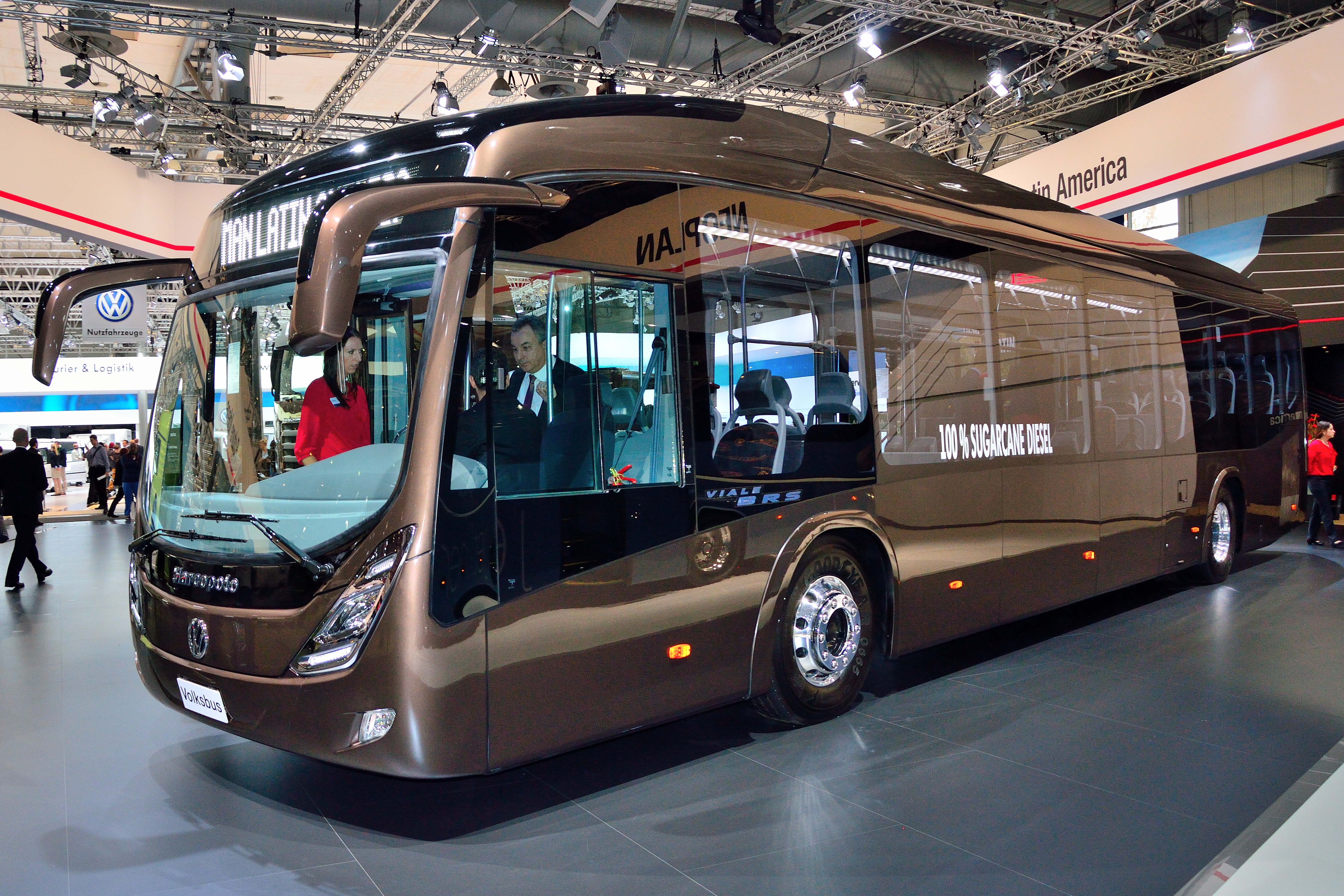
Volksbus 18.280 OT Ethanol-Diesel